# Viliami Tukuʻaho
Viliami Tukuʻaho (nome completo in tongano Viliami (Guglielmo) ʻUnuaki-ʻo-Tonga Lalaka moʻe ʻEiki; Nukuʻalofa, 27 aprile 1988) è un principe tongano.

## Biografia

### Educazione e fede
Il principe Viliami è nato nel 1988, terzogenito di ʻAhoʻeitu e Nanasipau'u Tuku'aho. Frequentò il Radford College di Canberra. Ha ricevuto il titolo di principe ʻAta in successione al padre nel settembre 2006, ricevendo l'investitura ufficiale a Liuvaka. Con questo titolo possiede i territori di Kolovai e Atatā.
Nel 2014 il principe volle convertirsi dalla Chiesa libera wesleyana di Tonga alla Chiesa di Gesù Cristo dei santi degli ultimi giorni. Tuttavia, il padre non approvò le sue intenzioni e inviò il primo ministro con alcune guardie per interrompere il battesimo del figlio nella chiesa mormone di Haveluloto.
Inizialmente il principe si rifiutò di rimandare la cerimonia, accettando solo dopo l'intervento dei leader mormoni. Nel marzo del 2015 è stato ufficialmente battezzato alle Hawaii.

### Attività
L'11 settembre 2014 chiuse la quarta e ultima sessione parlamentare del governo di Sialeʻataongo Tuʻivakanō, prima delle elezioni generali del 27 novembre. Il 21 dicembre 2016 lanciò la Tonga-China Student Alumni Association presso il Kahana Restaurant di Nukuʻalofa, ospitando una cena per gli studenti tongani in Cina.
Il 23 febbraio 2021 gli fu consegnato un sistema di approvvigionamento idrico potenziato per gli abitanti del distretto di Hihifo, finanziato dal Governo giapponese nell'ambito dei Grant Assistance for Grassroots Human Security Projects (GGP).

## Titoli e trattamento
- 27 aprile 1988 - 25 settembre 2006: Sua Altezza Reale, il principe Viliami delle Tonga
- 25 settembre 2006 - attuale: Sua Altezza Reale, il principe ʻAta

## Ascendenza
|                                                |             |                                       | Genitori                                   |  |  | Nonni |  |  | Bisnonni                |  |  | Trisnonni       |  |
|                                                |             |                                       |                                            |  |  |       |  |  | Viliami Tungī Mailefihi |  |  | Siaosi Tukuʻaho |  |
|                                                |             |                                       |                                            |  |  |       |  |  | Viliami Tungī Mailefihi |  |  | Siaosi Tukuʻaho |  |
|                                                |             | Mele Siuʻilikutapu                    |                                            |  |  |       |  |  | Viliami Tungī Mailefihi |  |  |                 |  |
| Tupou IV di Tonga                              |             |                                       |                                            |  |  |       |  |  | Viliami Tungī Mailefihi |  |  |                 |  |
|                                                |             | Sālote Tupou III di Tonga             | Giorgio Tupou II di Tonga                  |  |  |       |  |  |                         |  |  |                 |  |
|                                                |             | Sālote Tupou III di Tonga             | Giorgio Tupou II di Tonga                  |  |  |       |  |  |                         |  |  |                 |  |
|                                                |             | Sālote Tupou III di Tonga             | Lavinia Veiongo Fotu                       |  |  |       |  |  |                         |  |  |                 |  |
| Tupou VI di Tonga                              |             | Sālote Tupou III di Tonga             |                                            |  |  |       |  |  |                         |  |  |                 |  |
|                                                |             | Tēvita Manuopangai ʻAhomeʻe           | Salomone Piutau ʻOtukolo ʻAhomeʻe          |  |  |       |  |  |                         |  |  |                 |  |
|                                                |             | Tēvita Manuopangai ʻAhomeʻe           | Salomone Piutau ʻOtukolo ʻAhomeʻe          |  |  |       |  |  |                         |  |  |                 |  |
|                                                |             | Tēvita Manuopangai ʻAhomeʻe           | ʻAmelia Moʻungaʻaelangi Maealiuaki         |  |  |       |  |  |                         |  |  |                 |  |
| Halaevalu Mata'Aho 'Ahome'e                    |             | Tēvita Manuopangai ʻAhomeʻe           |                                            |  |  |       |  |  |                         |  |  |                 |  |
|                                                |             | Heuʻifanga Veikune                    | Fotu ʻa Falefā Veikune                     |  |  |       |  |  |                         |  |  |                 |  |
|                                                |             | Heuʻifanga Veikune                    | Fotu ʻa Falefā Veikune                     |  |  |       |  |  |                         |  |  |                 |  |
|                                                |             | Heuʻifanga Veikune                    | Vāhoi ʻAtaongo                             |  |  |       |  |  |                         |  |  |                 |  |
| Viliami Tukuʻaho                               |             | Heuʻifanga Veikune                    |                                            |  |  |       |  |  |                         |  |  |                 |  |
|                                                | Vīlai Tupou | Giorgio Tupou II di Tonga *           |                                            |  |  |       |  |  |                         |  |  |                 |  |
|                                                | Vīlai Tupou | Giorgio Tupou II di Tonga *           |                                            |  |  |       |  |  |                         |  |  |                 |  |
|                                                | Vīlai Tupou | Tupou Moheofo                         |                                            |  |  |       |  |  |                         |  |  |                 |  |
| Siaʻosi Tuʻihala Alipate Tupou, II barone Vaea | Vīlai Tupou |                                       |                                            |  |  |       |  |  |                         |  |  |                 |  |
|                                                |             | Tupouseini Manumatavai Vaea           | Nobile Siosaia Pau'uvale Loloa'atonga Vaea |  |  |       |  |  |                         |  |  |                 |  |
|                                                |             | Tupouseini Manumatavai Vaea           | Nobile Siosaia Pau'uvale Loloa'atonga Vaea |  |  |       |  |  |                         |  |  |                 |  |
|                                                |             | Tupouseini Manumatavai Vaea           | Kalolaine Tongilava                        |  |  |       |  |  |                         |  |  |                 |  |
| Nanasipau'u Tuku'aho                           |             | Tupouseini Manumatavai Vaea           |                                            |  |  |       |  |  |                         |  |  |                 |  |
|                                                |             | Nobile Siosaia Siotame Lausi'i Ma'afu | Nobile Siotame Fakatulolo Ma'afu           |  |  |       |  |  |                         |  |  |                 |  |
|                                                |             | Nobile Siosaia Siotame Lausi'i Ma'afu | Nobile Siotame Fakatulolo Ma'afu           |  |  |       |  |  |                         |  |  |                 |  |
|                                                |             | Nobile Siosaia Siotame Lausi'i Ma'afu | Teisa Vaka Sateki                          |  |  |       |  |  |                         |  |  |                 |  |
| Tuputupukipulotu Lausi'i                       |             | Nobile Siosaia Siotame Lausi'i Ma'afu |                                            |  |  |       |  |  |                         |  |  |                 |  |
|                                                |             | 'Anaukihesina Lamipeti                | Sione Lamipeti Mafile'o                    |  |  |       |  |  |                         |  |  |                 |  |
|                                                |             | 'Anaukihesina Lamipeti                | Sione Lamipeti Mafile'o                    |  |  |       |  |  |                         |  |  |                 |  |
|                                                |             | 'Anaukihesina Lamipeti                | 'Alilia Funakitoutai Tapueluelu            |  |  |       |  |  |                         |  |  |                 |  |
|                                                |             | 'Anaukihesina Lamipeti                |                                            |  |  |       |  |  |                         |  |  |                 |  |